# À la dérive : L'Histoire vraie d'Ashley Phillips
Pour plus de détails, voir Fiche technique et Distribution.
À la dérive : l'histoire vraie d'Ashley Phillips (Bringing Ashley Home) est un téléfilm dramatique canadien réalisé par Nick Copus, et diffusé le 20 mars 2011 sur Lifetime Movie Network et en France le 24 avril 2012 sur TF1.

## Synopsis
Lorsque sa jeune sœur, Ashley - qui souffre de trouble bipolaire et de toxicomanie - disparaît soudainement, Libba déverse tout son temps et toute son énergie à la retrouver avec l'aide de sa mère, Michelle. Après des années de recherches, la famille de Ashley désespère, mais Libba refuse de laisser tomber. Au détriment de son mariage et de sa carrière, Libba trouve sa vocation dans la vie : la création d'un centre de ressources, indispensable pour les familles dont les êtres chers disparus sont tombés à travers les mailles du filet.

## Fiche technique
- Réalisation : Nick Copus (en)
- Scénario : Walter Klenhard (en)
- Société de production : Front Street Pictures, Off The Grid Productions

## Distribution
- Andrea Joy Cook (VF : Véronique Picciotto) : Libba Phillips
- Jennifer Morrison (VF : Cathy Diraison) : Ashley Phillips
- Patricia Richardson : Michelle McGee
- Timothy Webber : Chuck McGee
- Aliyah O'Brien (en) : Marquita
- Nels Lennarson : Dr Robbins
- Lossen Chambers : Janis
- Tom Pickett : Dr Stephen Clark
- James Pizzinato : Tyler
- John Reardon (en) : David Powell